# Grotte di Castro
Grotte di Castro is een gemeente in de Italiaanse provincie Viterbo (regio Latium) en telt 2915 inwoners (31-12-2004). De oppervlakte bedraagt 39,3 km², de bevolkingsdichtheid is 75,52 inwoners per km².

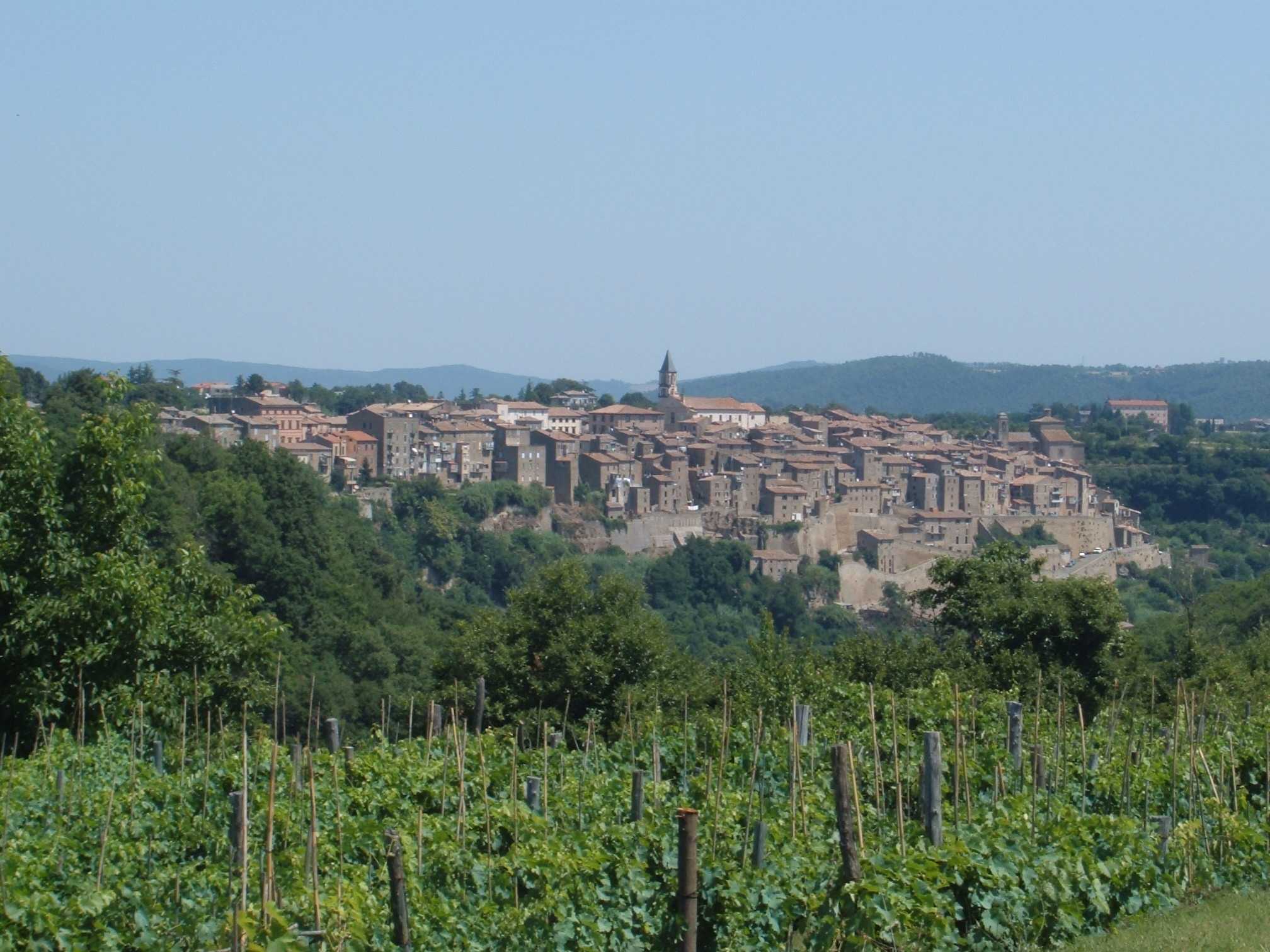
Grotte di Castro
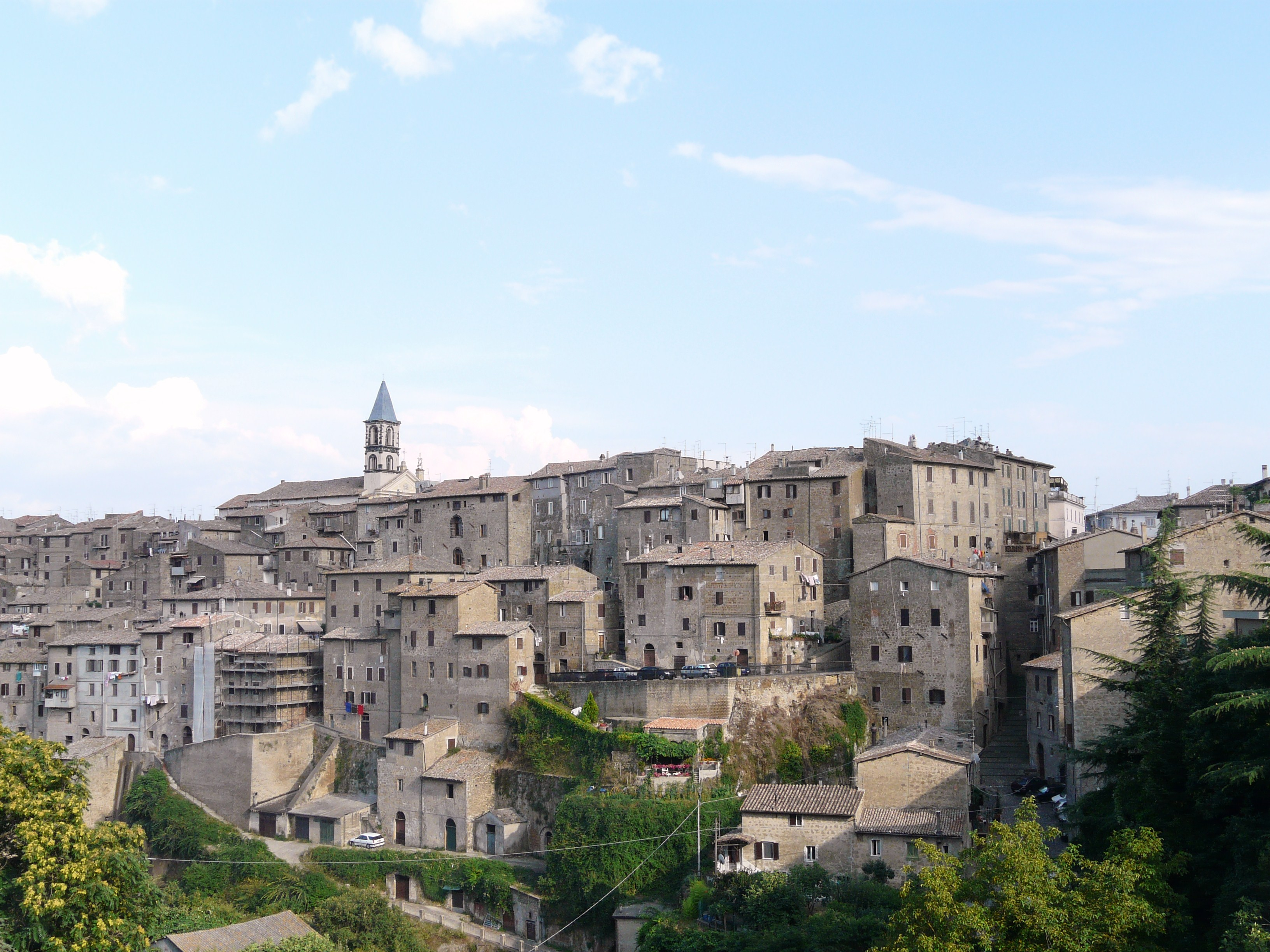
Grotte di Castro
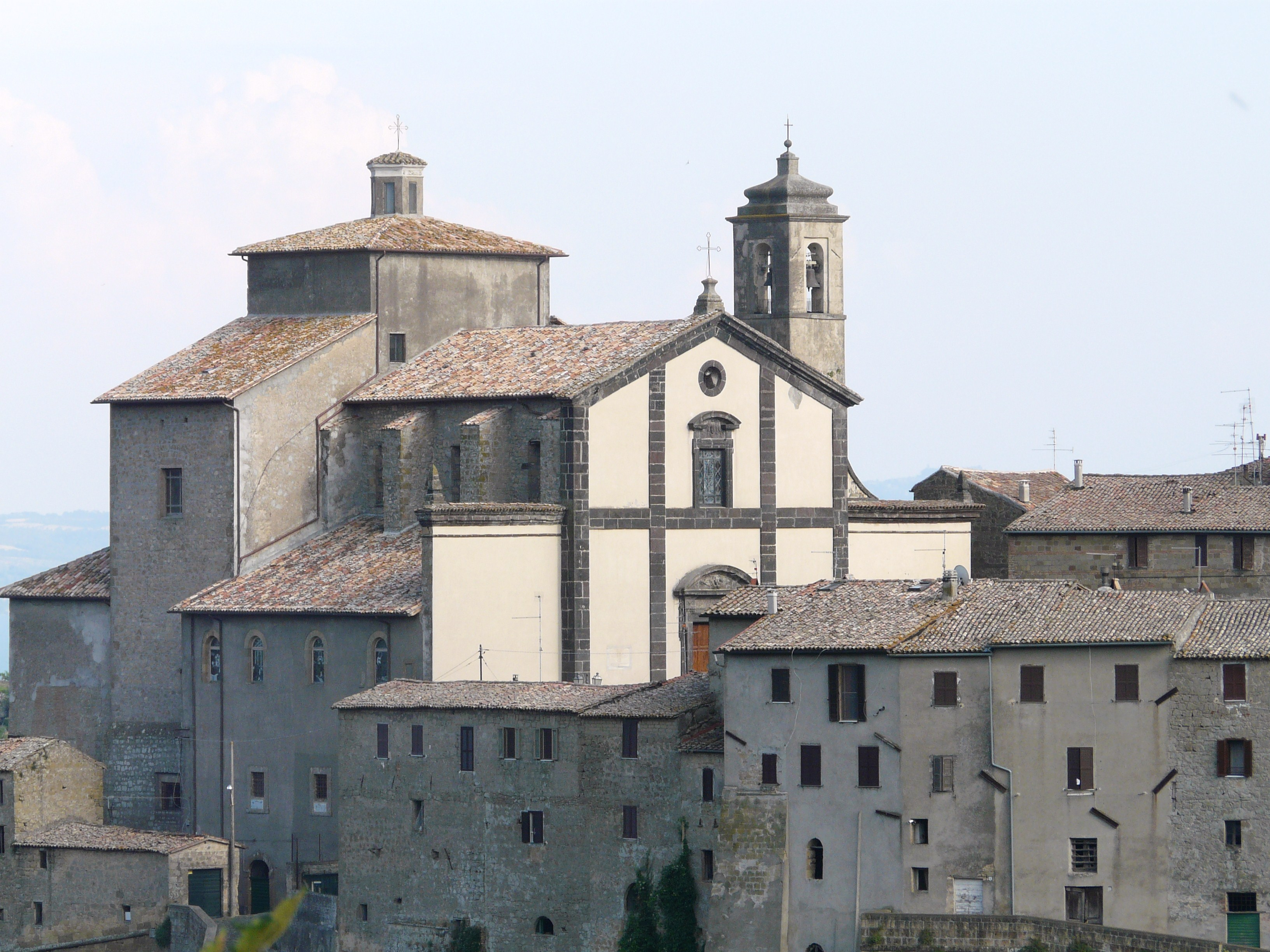
Kerk van St. Johannes

## Demografie
Grotte di Castro telt ongeveer 1195 huishoudens. Het aantal inwoners daalde in de periode 1991-2001 met 6,9% volgens cijfers uit de tienjaarlijkse volkstellingen van ISTAT.
| Jaar | Inwoneraantal |
| ---- | ------------- |
| 1991 | 3187          |
| 2001 | 2967          |

## Geografie
De gemeente ligt op ongeveer 467 m boven zeeniveau.
Grotte di Castro grenst aan de volgende gemeenten: Acquapendente, Gradoli, Onano, San Lorenzo Nuovo.
De gemeente heeft een eigen strand aan het meer van Bolsena.

## Geschiedenis
De wortels van een stad in de omgeving van Grotte gaan terug tot de Etruskische tijd. De stad, gelegen op de grens tussen de gebieden Vulci en Volsinii, domineerde de noordkust van het meer van Bolsena en werd tussen de 4e en 3e eeuw voor Christus veroverd door de Romeinen.
In de achtste eeuw na Christus werd de oude Civita verwoest door de Longobarden: de vernietiging was zo hevig dat een nabijgelegen plaats nog steeds "valle muje" of "vallei van geschreeuw" wordt genoemd, wat volgens de traditie de schrikkreten zijn die werden geuit door de inwoners van Civita terwijl ze werden gedood. De overlevenden zochten hun toevlucht in nabijgelegen plaatsen die als veiliger werden beschouwd, en stichtten zo de huidige bewoonde centra van Gradoli, San Lorenzo en Grotte.
De naam van de stad werd gekozen vanwege de aanwezigheid van grotten onder de klif, die nog steeds zichtbaar zijn en die een veilig toevluchtsoord zouden kunnen vormen in geval van agressie. De grotten worden nog steeds gebruikt als opslagruimtes van boerenbedrijven.
In 1077 verschijnt de plaats met de naam "Castrum Cripaturm" in het schenkingsdocument met betrekking tot een groter gebied van Mathilde van Toscane aan de Heilige Stoel. Het gebied werd eeuwenlang betwist tussen de kerk en Orvieto en in 1537 werd het gekocht door het Huis Farnese en werd het een deel van het hertogdom Castro.
In 1649, met de val van Castro (Latium), keerde Grotte terug naar de pauselijke staat.
In 1871 werd Grotte samen met de rest van Lazio een deel van het Koninkrijk Italië. In 1877 veranderde het zijn naam verder in Grotte di Castro. Het stadje heeft zijn middeleeuwse uitstraling in belangrijke mate bewaard. Sinds de Tweede Wereldoorlog is in de economie van de omgeving de aardappelteelt belangrijk.

## Geboren in Grotte di Castro
- Carlo Salotti (1870-1947), kardinaal

Acquapendente · Arlena di Castro · Bagnoregio · Barbarano Romano · Bassano Romano · Bassano in Teverina · Blera · Bolsena · Bomarzo · Calcata · Canepina · Canino · Capodimonte · Capranica · Caprarola · Carbognano · Castel Sant'Elia · Castiglione in Teverina · Celleno · Cellere · Civita Castellana · Civitella d'Agliano · Corchiano · Fabrica di Roma · Faleria · Farnese · Gallese · Gradoli · Graffignano · Grotte di Castro · Ischia di Castro · Latera · Lubriano · Marta · Montalto di Castro · Monte Romano · Montefiascone · Monterosi · Nepi · Onano · Oriolo Romano · Orte · Piansano · Proceno · Ronciglione · San Lorenzo Nuovo · Soriano nel Cimino · Sutri · Tarquinia · Tessennano · Tuscania · Valentano · Vallerano · Vasanello · Vejano · Vetralla · Vignanello · Villa San Giovanni in Tuscia · Viterbo · Vitorchiano
1. ↑  https://demo.istat.it/?l=it.